# Liste abgegangener Bauwerke in Lübeck-Moisling
Die Liste abgegangener Bauwerke in Lübeck-Moisling enthält Bauten des Lübecker Stadtteils Lübeck-Moisling, die nicht mehr existieren.
Die Bauwerke sind nach Straßennamen und Hausnummern geordnet, wobei – außer in Ausnahmefällen – die heutige Straßeneinteilung und das heute verwendete Hausnummernschema zugrunde gelegt werden.

## Am Dorfteich
| Adresse und/oder Standort      | Bezeichnung | Erbaut  | Zerstört | Besonderheiten und Anmerkungen                                                           | Abbildung |
| ------------------------------ | ----------- | ------- | -------- | ---------------------------------------------------------------------------------------- | --------- |
| Am Dorfteich (ohne Hausnummer) | Synagoge    | 1826/27 | 1873     | Die Synagoge wurde anstelle eines baufällig gewordenen Vorgängerbaus von 1727 errichtet. |           |

## Auf dem Schild
| Adresse und/oder Standort        | Bezeichnung      | Erbaut                 | Zerstört | Besonderheiten und Anmerkungen | Abbildung |
| -------------------------------- | ---------------- | ---------------------- | -------- | --- | --------- |
| Auf dem Schild (ohne Hausnummer) | Moislinger Mühle | Zwischen 1754 und 1789 | 1957     | Die Flügel der als Holländerwindmühle errichteten Moislinger Mühle wurden in den 1930er Jahren demontiert und die Getreide-Mahlgänge fortan mit Motoren betrieben. 1952 wurde der Mahlbetrieb eingestellt und der Torso am 24. Mai 1957 durch ein Sprengkommando des Bundesgrenzschutzes gesprengt. |           |

## August-Bebel-Straße
| Adresse und/oder Standort | Bezeichnung           | Erbaut | Zerstört | Besonderheiten und Anmerkungen | Abbildung |
| ------------------------- | --------------------- | ------ | -------- | --- | --------- |
| August-Bebel-Straße 1     | Discothek Zur Scheune |        | 2013     | Der ehemalige Veranstaltungssaal des Kaffeehauses Moisling wurde von 1948 bis 1964 unter dem Namen Filmbühne Moisling als Kino genutzt, war anschließend eine Discothek und stürzte nach mehreren Jahren des Leerstands, und nachdem auch das zugehörige angrenzende Wohnhaus seit dem Tod des Eigentümers im Mai 2013 unbewohnt gewesen war, am Nachmittag des 18. Oktober 2013 um 16:18 Uhr ein. |           |

## Moislinger Berg
| Adresse und/oder Standort | Bezeichnung            | Erbaut | Zerstört | Besonderheiten und Anmerkungen | Abbildung |
| ------------------------- | ---------------------- | ------ | -------- | --- | --------- |
| Moislinger Berg           | Straßenbrücke Moisling | 1875   | 1813     | Aufgrund einer 1913 erfolgten Verlagerung der Straße wurde eine neue Travebrücke etwa 30 Meter weiter flussabwärts errichtet; sie wurde ihrerseits 1995 abgebrochen und durch einen Neubau ersetzt.                                 |           |
| Moislinger Berg 27        | Travenstrand           |        |          | Aufgrund einer 1913 erfolgten Verlagerung der Straße befindet sich die heutige Travebrücke etwa 30 Meter weiter flussabwärts vom einstigen Standort des Restaurants Travestrand, an dessen Stelle ein anderes Gebäude getreten ist. |           |

## Stecknitzstraße
| Adresse und/oder Standort | Bezeichnung       | Erbaut | Zerstört | Besonderheiten und Anmerkungen                                      | Abbildung |
| ------------------------- | ----------------- | ------ | -------- | ------------------------------------------------------------------- | --------- |
| Stecknitzstraße           | Kanalbrücke Genin | 1899   | 1991     | Überführung der Stecknitzstraße über den Elbe-Lübeck-Kanal in Genin |           |